# Il muto di Gallura (film)
Il muto di Gallura, ou L'Arme secrète au Québec, est un film de 2021, sorti en salles en mars 2022, réalisé par Matteo Fresi et produit par Fandango et Rai Cinema. Il est adapté du roman du même nom d'Enrico Costa, publié en 1884.

## Résumé
L'histoire se déroule en Gallura, en Sardaigne, au milieu du XIXe siècle. Elle est inspirée de l'histoire vraie tournant autour de la querelle entre les familles Vasa et Mamia. Membre de la famille Vasa, Bastiano Tansu (d) est sourd et muet de naissance. Isolé jusqu'au début de l'âge adulte, il devient, sous l'impulsion de Pietro Vasa, le belligérant le plus redouté du conflit, qui fait environ soixante dix morts entre 1849 et 1856. À la fin des hostilités, Bastiano ne peut espérer trouver la paix et meurt par la main de Pietro.